# 典璽官
典璽官曾為專司保管中華民國國璽之職，設置於中華民國總統府。1996年後總統府裁撤此官職，國璽則連同作為總統印信的總統之印、總統之章等由總統府監印官負責保管，保存地點亦由原鄰近總統府之臺灣警備總司令部防空堡壘移至府內保險箱。

## 簡介
中華民國國璽有二方，即「中華民國之璽」及「榮典之璽」，分別在1929年10月10日與1931年7月1日啟用。
1948年5月20日，中華民國第一任總統蔣中正於南京市就職後，任命典璽官，由總統府第一局局長兼任。典璽官的任務乃專司保存二方國璽，並在用印時協同監印官負責保全維護等工作。首任典璽官為許靜芝。後因國共內戰戰局不利而播遷臺灣的總統府仍沿襲此官制。
1996年1月24日，總統李登輝修正公布其主導修正的《中華民國總統府組織法》，其中變革包含裁撤典璽官職，國璽則連同其他總統印信、職務印章等印信、職章由總統府監印官負責保管；而國璽實務保存地點則由鄰近總統府之臺灣警備總司令部附設的地下防空堡壘移至府內保險箱。

## 歷任典璽官
下列各任典璽官均兼任總統府第一局局長。
| 任次 | 姓名   | 任期           | 任期          | 總統                       | 備註                                 |
| 任次 | 姓名   | 任命           | 免職          | 總統                       | 備註                                 |
| ---- | ------ | -------------- | ------------- | -------------------------- | ------------------------------------ |
| 1    | 許靜芝 | 1948年5月31日  | 1949年8月12日 | 蔣中正 李宗仁(代理)        | 兼總統府副秘書長                     |
| 2    | 朱大昌 | 1949年11月25日 | 1950年4月10日 | 蔣中正 李宗仁(代理)        |                                      |
| 3    | 黃伯度 | 1950年6月5日   | 1958年8月30日 | 蔣中正                     | 兼代總統府副秘書長、兼總統府副秘書長 |
| 4    | 唐振楚 | 1959年1月13日  | 1966年6月3日  | 蔣中正                     |                                      |
| 5    | 符滌泉 | 1966年2月4日   | 1978年6月1日  | 蔣中正 嚴家淦(繼任) 蔣經國 |                                      |
| 5    | 周應龍 | 1978年6月1日   | 1980年1月8日  | 蔣經國                     |                                      |
| 6    | 劉垕   | 1980年1月8日   | 1990年9月1日  | 蔣經國 李登輝(繼任、連任)  |                                      |
| 7    | 甯紀坤 | 1990年12月22日 | 1993年6月1日  | 李登輝                     |                                      |